# Johann Kuhnau

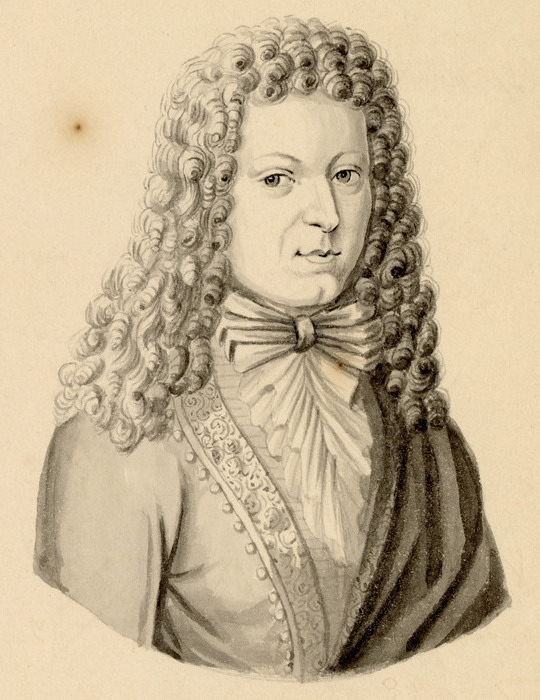
Johann Kuhnau

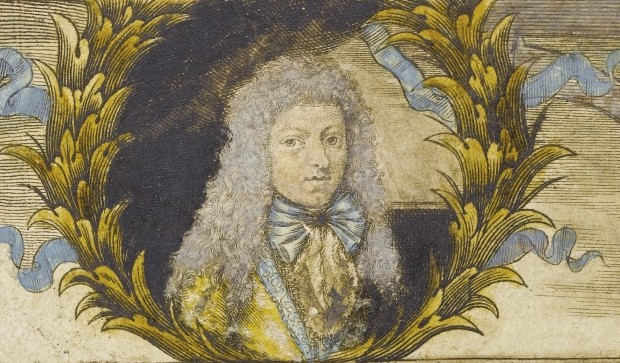
Neue Clavier-Übung 1689, Porträt von Kuhnau auf der Titelseite

Johann Kuhnau (* 6. April 1660 in Geising im Erzgebirge; † 5. Juni 1722 in Leipzig) war ein deutscher Komponist, Organist, Musiktheoretiker, Schriftsteller, Jurist, Theologe und Universalgelehrter des Barock.

## Leben und Wirken
Johann Kuhnau und seine Brüder hießen zunächst Kuhn; den Namen Kuhnau nahmen sie erst nach 1682 an. Die Familie stammt aus Böhmen, welches der Großvater wegen der Gegenreformation verlassen musste und in das kursächsische Gebiet übergesiedelt war. Johann Kuhnau war Sohn des Tischlers Barthel Kuhn und seiner Frau Susanna (geborene Schmied). Drei Söhne der Familie wurden Musiker; außer Johann waren dies der älteste Sohn Andreas Kuhnau (1657–1721), der als Kantor in Weesenstein, Groitzsch und St. Annaberg tätig war, und Gottfried Kuhnau (1674–1736), der Kantor in Johanngeorgenstadt wurde. Johann Kuhnau nannte sich zeitweilig auch Cuno, so auch, als er später (1682) nach Leipzig übersiedelte. Sein älterer Bruder Andreas kam in jungen Jahren als Diskantist an die Dresdener Kreuzkirche. Ihm folgte etwa 1670 Johann durch Vermittlung seines Cousins; Johann war als Stipendiat Alumnus an der Dresdener Kreuzschule und bekam hier im Februar 1671 die Stelle eines Ratsdiskantisten. Dort bekam er die Grundlagen seiner späteren Universalgelehrsamkeit vermittelt. Die musikalische Ausbildung der Ratsdiskantisten war Sache von Alexander Heringk, Organist an der Kreuzkirche und Schüler von Heinrich Schütz; darüber hinaus erhielt Johann Kuhnau auch Unterricht bei Christoph Kittel, der Organist am Dresdener Hof war, und er hielt einen engen Kontakt zu dem Dresdener Hofkapellmeister Vincenzo Albrici. Letzterer war auf Kuhnaus Talent aufmerksam geworden, lobte dessen frühe Kompositionen und gestattete ihm die Teilnahme an den Proben der Kapelle.
Nachdem 1680 in Dresden die Pest ausgebrochen war, wurde Kuhnau von seinen Eltern nach Geising zurückgerufen. Gegen Ende dieses Jahres ging er, auf Einladung des Kreuzschülers Erhard Titius, nach Zittau und setzte am dortigen Johanneum seine Ausbildung und seine wissenschaftlichen Studien fort. An der Orgel der Johanneskirche in Zittau wirkte hier Moritz Edelmann als Nachfolger von Andreas Hammerschmidt; Edelmann starb kurz nach Kuhnaus Ankunft am 6. Dezember 1680. Auch Titius starb kurz darauf, und zu seinem Begräbnis am 19. Mai 1681 wurde von Johann Kuhnau die fünfstimmige Motette Ach Gott wie lästu mich erstarren aufgeführt; es war dies seine früheste heute bekannte Komposition. Danach wirkte er in seiner Eigenschaft als praefectus chori als Kantor und versah auch die vakante Organistenstelle, bis hier im Frühjahr 1682 Johann Krieger die Stelle des Organisten und Director chori musici übernahm. Zusätzlich zu seinem Studium erhielt Kuhnau in Zittau wertvolle Anregungen seitens des Stadtrichters Jakob Hartig und von Rektor Christian Weise. An Weises Aufführungen von Schuldramen hat Kuhnau nachweislich mitgewirkt und auch Kompositionen beigesteuert.
Im Jahr 1682 ging Kuhnau, wie zuvor sein Bruder Andreas, zum Studium der Rechtswissenschaft nach Leipzig. Nachdem Albrici hier die Organistenstelle an der Thomaskirche verlassen hatte, bewarb sich Kuhnau um dieses Amt, wurde aber zunächst abschlägig beschieden, indem Gottfried Kühnel diese Stellung bekam; erst nach dessen Tod 1684 entschied sich der Leipziger Stadtrat für Kuhnau. Zuvor hatte dieser anlässlich der Rückkehr von Kurfürst Johann Georg III. von der Schlacht bei Wien gegen die Türken im Herbst 1683 ein mehrchöriges, allegorisches Dramma per musica komponiert und als Freiluftmusik aufführen lassen; mit diesem Ereignis hatte Kuhnau sich, wie der Musikwissenschaftler Friedrich Wilhelm Riedel 1960 bemerkte, „einen ungemeinen Kredit verschafft, den er unter seinesgleichen in der Musik nicht hätte“. Kuhnau beendete 1688 sein Jurastudium mit der Dissertation De Juribus circa musicos Ecclesiasticos. Auf Veröffentlichungen in den Folgejahren nannte er sich Organist und Jur. Pract.
Kuhnau heiratete am 12. Februar 1689 Sabine Elisabeth Plattner. Von den acht aus der Ehe hervorgegangenen Kindern überlebten nur drei Töchter den Vater. Er war ein erfolgreicher Advokat und hatte als Gelehrter einen herausragenden Ruf; als Komponist drang sein Ansehen bald über Leipzig hinaus. Seine veröffentlichten Clavierwerke verkauften sich gut. Von ihm stammt auch der bedeutsame satirische Roman Der musicalische Quack-Salber. Es gibt von ihm auch einige musikdramatische Versuche, die nicht überliefert sind; außerdem hat er im April 1693 einen Interessenten in einem Prozess um den Bauplatz für ein Opernhaus in Leipzig als Advokat vertreten. Dies deutet darauf hin, dass Kuhnau zunächst ein positives Verhältnis und ein Interesse an der neu aufkommenden deutschen Oper hatte. Nachdem Thomaskantor Johann Schelle am 10. März 1701 verstorben war, wurde Johann Kuhnau auf Grund seines herausragenden Rufs als Musiker und Gelehrter vom Leipziger Stadtrat ohne langes Zögern als dessen Nachfolger ernannt, und vier weitere Bewerber kamen nicht zum Zuge. Schon einen Monat später trat Kuhnau dieses Amt an und verzichtete ab dieser Zeit auf seine Tätigkeit als Anwalt. Im gleichen Jahr wurde er auch Universitäts-Musikdirektor.
Johann Kuhnau war auf Grund seiner großen sprachlichen und philosophischen Bildung auch ein sehr guter Lehrer. Neben seiner Tätigkeit an der Thomaskirche und an der Nikolaikirche in Leipzig besorgte er als Director chori musici auch die Musik für die großen Oratorien und die anderen Feierlichkeiten an der zur Universität gehörigen Paulinerkirche. Ab 1711 fanden hier auch regelmäßig Sonntagsgottesdienste statt, darüber hinaus auch an der Peterskirche, an hohen Festtagen zusätzlich noch an der Johanniskirche. Es wird berichtet, dass Kuhnau für all diese Anlässe die Kompositionen selbst geschrieben und nur in geringem Maße die Werke anderer Autoren verwendet hat, so dass in dieser Zeit eine große Zahl kirchenmusikalischer Kompositionen entstand. Nachdem der Komponist dazu übergegangen war, die Texte (Libretti) hierfür im Voraus drucken zu lassen, sind sie teilweise erhalten geblieben.
In Kuhnaus Amtszeit fiel eine größere Anzahl festlich begangener Anlässe. Dazu gehören 1704 die Einweihung des anatomischen Theaters der Universität, am 24. September 1706 der Friedensschluss zwischen Schweden und Sachsen, 1709 das dreihundertjährige Jubiläum der Universität und 1717 die Zweihundertjahrfeier der Reformation. Konkurrenz entstand ihm mit der Eröffnung des Leipziger Opernhauses und der Gründung eines Collegium musicum durch den jungen Georg Philipp Telemann. Hierdurch wurde seine alleinige Autorität untergraben und er verlor auch die für größere Aufführungen notwendigen Studenten. Telemann wurde 1704 Organist und Musikdirektor an der Leipziger Neukirche. Vergeblich beklagte Kuhnau „das Wilde Opern Wesen“. Zusätzlich kam es zu einem Eingriff in Kuhnaus Rechte seitens des Bürgermeisters Franz Conrad Romanus, indem letzterer Telemann beauftragte, alle vierzehn Tage Kirchenkompositionen für die Thomaskirche zu liefern, mit der Begründung, dass Telemann „einer der besten Componisten […] sei und capable, in der Niclas- und Thomaskirche den Chor zu dirigieren“ (Stadtratssitzung am 18. August 1704). Alle Proteste Kuhnaus gegen die Tätigkeit des „neuen Organisten, […] der die hiesigen Opern machet“ (Eingabe 1704) blieben vergeblich. Auch nachdem Telemann 1705 Leipzig verlassen hatte und Melchior Hoffmann dessen Ämter übernommen hatte, wurde Kuhnaus Situation nicht wesentlich besser.
Ein früherer Schüler des Komponisten, Johann Friedrich Fasch, gründete 1707 ein weiteres Collegium musicum; dieser versuchte außerdem bei der Universitätsbehörde zu erreichen, dass man ihm die Gottesdienstgestaltung an der Paulinerkirche übertragen möge. Kuhnau ließ sich jedoch dieses Recht nicht wegnehmen, und Fasch verließ Leipzig 1711. Zu alledem kam hinzu, dass die Disziplin der Schüler an der Thomasschule immer schlechter wurde. Kuhnau versuchte in mehreren Denkschriften, zu diesem Problem Reformversuche in die Wege zu leiten, aber infolge der Interesselosigkeit des Rats scheiterten diese Versuche. Wenn Kuhnau auch in seinen letzten Lebensjahren keine schweren Konflikte erleben musste, so zermürbten ihn als schon länger kränkelnden Mann die andauernden Reibereien ebenso wie die geringe Anerkennung seitens des Stadtrats und der Leipziger Bürger.
Unter den Schülern Kuhnaus sind außer Johann Friedrich Fasch besonders Johann David Heinichen und Christoph Graupner zu nennen; indirekt wirkte er außerdem als Lehrmeister für einen weit größeren Kreis. Seitens Georg Friedrich Händels und Johann Matthesons wurden insbesondere seine Clavierwerke überaus geschätzt und zum Vorbild genommen, und Telemann äußerte, dass er den Kontrapunkt hauptsächlich durch das Studium von Kuhnaus Werken gelernt habe. Es steht auch außer Zweifel, dass Johann Sebastian Bach, mit dem der Komponist 1716 gemeinsam die Orgel-Abnahme in der Liebfrauenkirche zu Halle vollzog, von dem Wirken seines unmittelbaren Amtsvorgängers beeinflusst wurde.

## Bedeutung
Johann Kuhnau gehört zu den eigenartigsten Gestalten der deutschen Musikgeschichte des Barock. Mit Sethus Calvisius unter den Leipziger Thomaskantoren ist er noch am ehesten vergleichbar. Dieser Typ von Universalgelehrten war im Zeitalter von Gottfried Wilhelm Leibniz im Adel, in der Geistlichkeit und im Bürgertum häufiger anzutreffen. Hierzu schreibt der Musiktheoretiker Jakob Adlung 1758: „Ich weis nicht, ob er dem Orden der Tonkünstler, oder den anderen Gelehrten mehr Ehre gebracht. Er war gelehrt in der Gottesgelahrtheit, in den Rechten, Beredsamkeit, Dichtkunst, Mathematik, fremden Sprachen, und Musik“. Johann Mattheson und auch Arnold Schering nannten ihn einen der größten Komponisten, Organisten und Chorleiter seiner Zeit.
Besonders bekannt wurde Kuhnau durch seine Werke für Tasteninstrumente. Großen Anklang fanden insbesondere seine teilweise in mehreren Auflagen gedruckten Clavierwerke: Neben Suiten gibt es hier Werke mit unterschiedlicher Satzfolge und Charakteristik, und erstmals in der Geschichte der Claviermusik verwendet der Komponist hierfür die Bezeichnung Sonate. Nachdem in seiner Zeit die Übertragung von Ensemble-Werken auf Tasteninstrumente bereits üblich war, hatte sich Kuhnau entschlossen, so eine Übertragung von vornherein als „Sonate“ zu bezeichnen. Neu war hier nur der Name, denn inhaltlich und formal unterscheiden sie sich, ebenso wie die sieben Sonaten von 1696 (Frische Clavier Früchte) wenig von den mehrteiligen Toccaten, Präludien und Capriccios von Johann Jakob Froberger und Georg Muffat oder den norddeutschen Meistern um Johann Adam Reincken oder Dietrich Buxtehude, weil zu dieser Zeit eine terminologische Genauigkeit noch nicht üblich war. Zu Kuhnaus Zeiten hatte in Kreisen der bürgerlichen Liebhaber die häusliche Musikpflege auf Tasteninstrumenten gerade eine führende Rolle eingenommen. Dazu gehören auch Kuhnaus bedeutende sechs Programmsonaten mit ihrer charakteristischen Verdichtung bestimmter Affektsituationen in vielfältiger Gestaltung (Musicalische Vorstellung einiger Biblischer Historien, 1700), die als Vorläufer der Programmmusik gelten können. Der Komponist hatte die musikalischen Vorlieben und Ansprüche dieses Personenkreises um 1700 erkannt; aus diesem Grund sind seine biblischen Historien-Kompositionen hinsichtlich Melodie und Harmonien bewusst einfach gehalten, jedoch reich und vielfältig in rhythmischer und formaler Hinsicht. Deshalb nahmen diese Clavierbände in Deutschland auch eine gewisse Vorreiterrolle für die große Zahl von Tastenmusik-Veröffentlichungen im 18. Jahrhundert ein. Die zuletzt veröffentlichten Clavierbücher Kuhnaus liegen zeitlich in der Nähe der Preußischen Sonaten von Carl Philipp Emanuel Bach.
Nachdem die literarische Gattung des satirischen Romans zu dieser Zeit beliebt war, verfasste der vielseitige Kuhnau die Schrift Der Musicalische Quack-Salber, in der er die gesellschaftlichen Zustände am Ende des 17. Jahrhunderts aufs Korn nimmt. Er zeigt hier auch seine Vorstellung vom „wahren Virtuosen“, der sich hauptsächlich durch seine Fähigkeit zur Improvisation auszeichnet. Diese von der heutigen Vorstellung des Virtuosen abweichende Anschauung war im 18. Jahrhundert weit verbreitet und ist auf ähnliche Weise auch bei Andreas Werckmeister, Lorenz Christoph Mizler und Ludwig van Beethoven zu finden. Dagegen sind die Musikerromane Kuhnaus ganz im Stil von Christian Weise verfasst und gelten als Musterbeispiele einer „aufgeklärten“ realistischen Darstellungsweise. Von den musiktheoretischen Schriften sind nur wenige erhalten geblieben. Überliefert sind beispielsweise die Vorreden zu den Kantatentexten des Jahrgangs 1709/1710; aus ihnen geht hervor, dass Kuhnau zum einen auf eine gute Auswahl und Zusammenstellung der Texte achtete und zum anderen auch größte Sorgfalt auf die Anwendung der kompositorischen Mittel anwandte. Dabei hielt er sich streng an die von Marco Scacchi begründete Stillehre, die hauptsächlich in der zweiten Hälfte des 17. Jahrhunderts galt und eine scharfe Trennung der einzelnen Stile vorsah.
Von der weltlichen Vokalmusik Kuhnaus ist nichts erhalten geblieben; auch von seinen geistlichen Vokalwerken muss mehr als die Hälfte als verloren gelten (Es ist zu erwähnen, dass Kuhnau als Autor der Weihnachtskantate Uns ist ein Kind geboren gilt, welche lange Zeit als BWV 142 Bach zugeschrieben wurde). Nachdem diese Kompositionen außerhalb von Leipzig nur wenig bekannt waren, konnten sie im Vergleich mit den Clavierwerken praktisch nur eine ganz geringe Wirkung auf die Musikpraxis und die Musiktheorie gehabt haben. Die erhaltenen etwa 20 Kantaten zeigen eine Fortführung der Tradition von Sebastian Knüpfer und Johann Schelle, wobei sie aber melodisch und harmonisch weniger anspruchsvoll sind und den Übergang von verschiedenen älteren Formen zum Kantatentyp der Bachzeit sichtbar werden lassen. Dies steht in Übereinstimmung mit Kuhnaus ablehnender Haltung gegenüber allen opernhaften Zügen in der Kirchenmusik, andererseits führte das jedoch in Leipzig zu einer mindestens indirekten Kritik an seiner Kirchenmusik. Der Hintergrund dieser unterschwelligen Ablehnung besteht darin, dass bei den Komponisten seit Beginn des 18. Jahrhunderts eine immer stärkere Vermischung der Stile stattfand. Deshalb konnten Komponisten wie Telemann, der ohne Bedenken den stilus theatralicus auf die Kirchenmusik anwandte, an Ansehen gewinnen, während Kuhnaus eher konservativer Stil bei der jüngeren Generation als „zopfig“ erschien und seine Werke eher unmodern wirkten. Hierzu schreibt der Musiktheoretiker Johann Adolph Scheibe 1745: „Kuhnau war in der Ausarbeitung seiner Stücke noch nicht sinnreich und poetisch genug. Er ist hie und da von dem Strome der harmonischen Setzer hingerissen worden; dahero ist er sehr oft matt, ohne gehörige poetische Auszierungen, und folglich hin und wieder prosaisch. Daß er diese auch eingesehen, und zuweilen überaus sinnreich und poetisch zu setzen gewusst hat, zeigen seine Klaviersachen und seine letzten Kirchenarbeiten, vornehmlich aber sein Passionsoratorium, das er wenige Jahre vor seinem Tod verfertigte“. Da aus Kuhnaus Spätzeit nur wenige kirchenmusikalischen Werke überliefert sind, lassen sich die Ausführungen dieses zeitgenössischen Musikwissenschaftlers nicht nachprüfen.
2013 fand in Leipzig das Leipziger Kuhnau-Festival statt.

## Werke (summarisch)
- Vokalmusik
  - 14 Messen und andere liturgische Formen, davon 6 verschollen
  - 87 geistliche Kantaten mit gesicherter Autorschaft Kuhnaus, davon mehr als die Hälfte verschollen
  - 4 geistliche Kantaten mit zweifelhafter Autorschaft
  - 16 deutsche Festmusiken mit gesicherter Autorschaft Kuhnaus
  - 1 deutsche Festmusik mit zweifelhafter Autorschaft
  - 7 lateinische Festmusiken mit gesicherter Autorschaft Kuhnaus
  - 3 lateinische Festmusiken mit zweifelhafter Autorschaft
- 3 Bühnenwerke, alle verschollen
- Instrumentalmusik
  - Neuer Clavier-Übung Erster Theil, 7 Suiten, Leipzig 1689
  - Neuer Clavier-Übung Anderer Theil, 7 Suiten und 1 Sonate, Leipzig 1692
  - Frische Clavier Früchte, 7 Sonaten, Leipzig 1696
  - Musicalische Vorstellung einiger Biblischer Historien, 6 Sonaten, Leipzig 1700
  - Fuga ex B, in: Tabulaturbuch, Nr. 158, 1750
  - Fuga ex G, in: Tabulaturbuch, Nr. 112, 1750
  - Fuga C-Dur
  - Praeludium ex G
  - Praeludium alla breve
  - Toccata
- Schriften
  - Divini numinis assistentia, illustrisque Jure consultorum in fiorentissima Academia Lipsiensi ordinis indulta Jura circa musicos ecclesiasticos. Leipzig 1688
  - Der Schmid seines eigenen Unglücks. 1695 (ed. 1992 durch Markus Diebold).
  - Erster Theil des moralischen Gebrauchs der fünf Sinnen, das Fühlen. 1698 (ed. 1992 durch Markus Diebold).
  - Der musicalische Quack-Salber. Dresden 1700.
  - Fundamenta compositionis. 1703.
  - Brief vom 8. Dezember 1717. In: Johann Mattheson: Critica musica. Band 2. Hamburg 1722.
  - De Triade harmonica. Erwähnt bei Johann Gottfried Walther 1732, verschollen.
  - Tractatus de Tetrachordo seu musica antiqua ac hodierna. Erwähnt bei Johann Gottfried Walther 1732, verschollen.
  - Der lose Causenmacher. erwähnt bei Johann Mattheson 1740, verschollen.

## Neuere Werkausgaben
- Ausgewählte Kirchenkantaten. Hrsg. von Arnold Schering, Leipzig 1918.
- Ausgewählte Klavierwerke, hrsg. von Kurt Schubert, Mainz 1938.

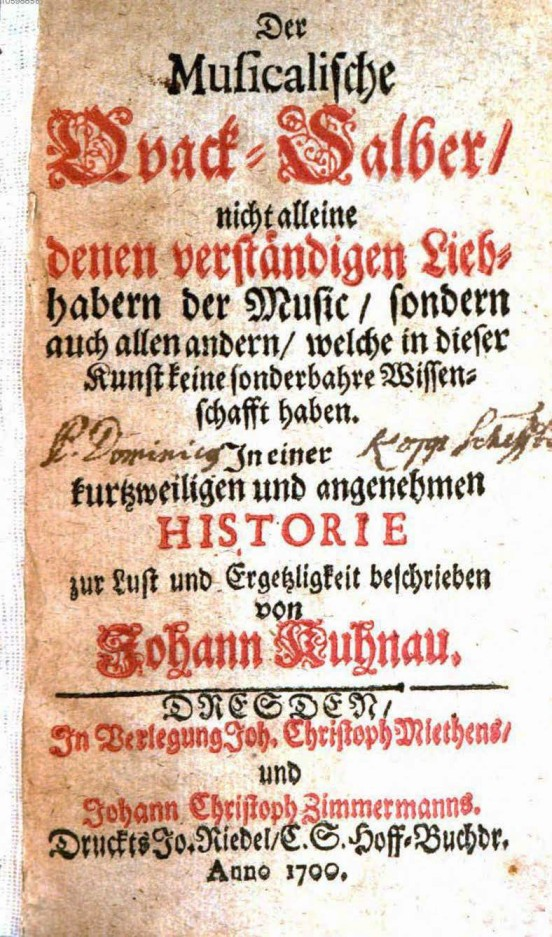
Titelseite von Der musicalische Quack-Salber. 1700

- Der musicalische Quack-Salber. Hrsg. von Kurt Benndorf. Berlin 1900 (Nachdruck der Ausgabe Dresden 1700).
- Laudate pueri für Tenor, 2 Violinen, Posaune oder Viola da Gamba, Basso continuo / Muss nicht der Mensch für Tenor, Clairon, Violine, Fagott, Basso continuo. In: Stephen Rose (Hrsg.): Leipzig Church Music from the Sherard Collection: Eight Compositions by Sebastian Knüpfer, Johann Schelle, and Johann Kuhnau (= Yale University Collegium Musicum series. 2 vol. 20.) A-R Editions, Madison, WI 2014.[14]
- Das Kuhnau-Projekt. Gesamtausgabe der erhaltenen Vokalwerke von Johann Kuhnau bei Breitkopf & Härtel, Wiesbaden (vormals beim Pfefferkorn Musikverlag), hrsg. von David Erler.
- Sämtliche Werke für Tasteninstrument. Urtext-Ausgabe, hrsg. von Norbert Müllemann. G. Henle, München 2014.

## CD-Einspielungen
- Gesamteinspielung aller Kuhnau-Kantaten unter der Leitung von Gregor Meyer bis 2021[15]